# Gonfreville
Gonfreville è un comune francese di 165 abitanti situato nel dipartimento della Manica nella regione della Normandia. Fa parte del cantone di Périers nella circoscrizione (arrondissement) di Coutances.

## Società

### Evoluzione demografica
Abitanti censiti